# تیریوتیور
شهر تیریوتیور (به انگلیسی: Tiruvottiyur) با جمعیت ۲۴۷٫۸۹۵ نفر در ایالت تامیل نادو در کشور هند واقع شده‌است.

## نگارخانه

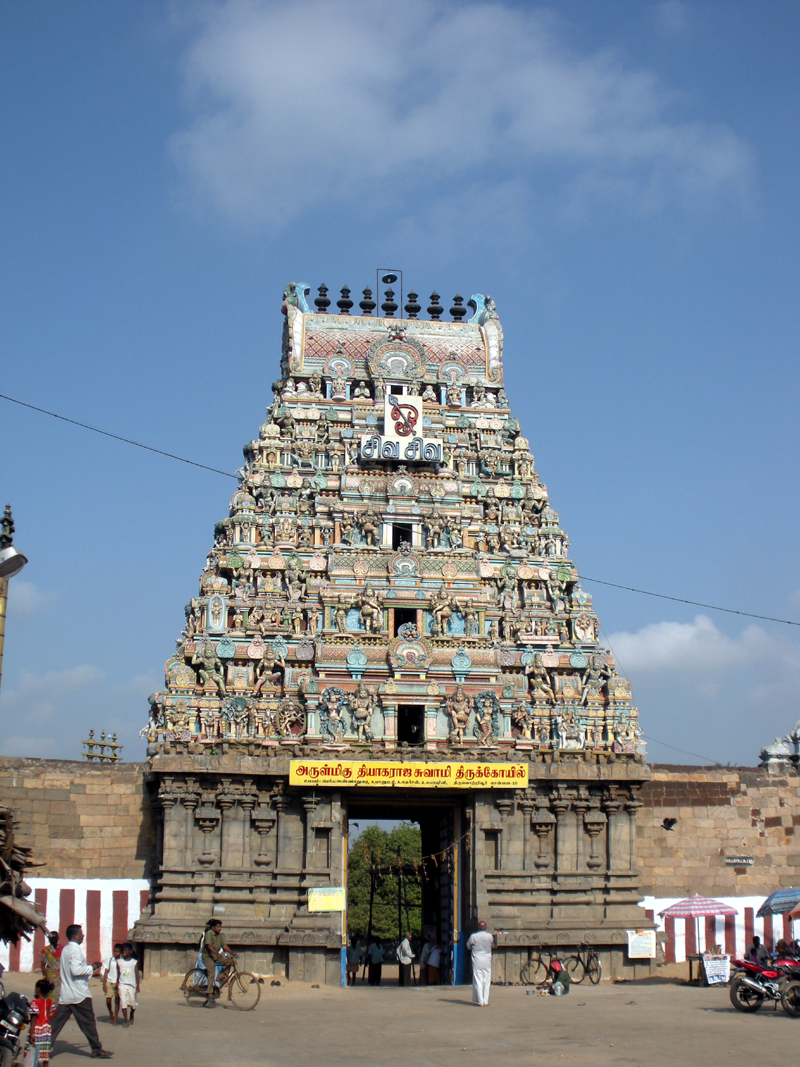
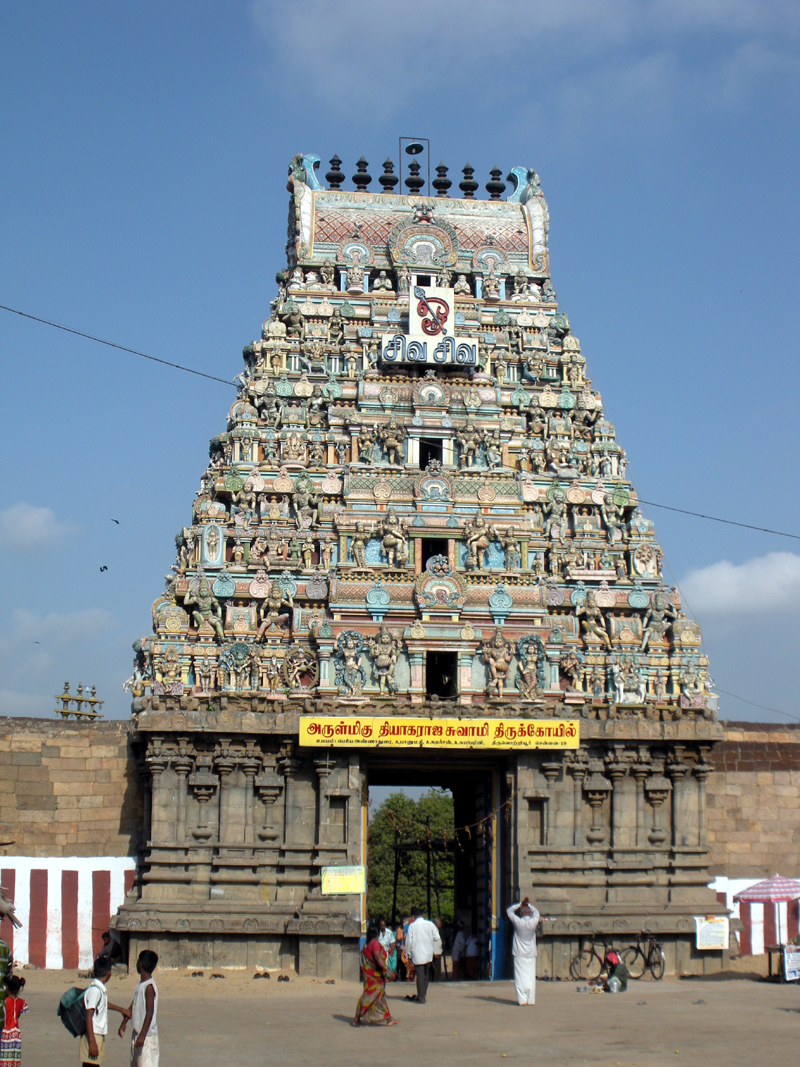
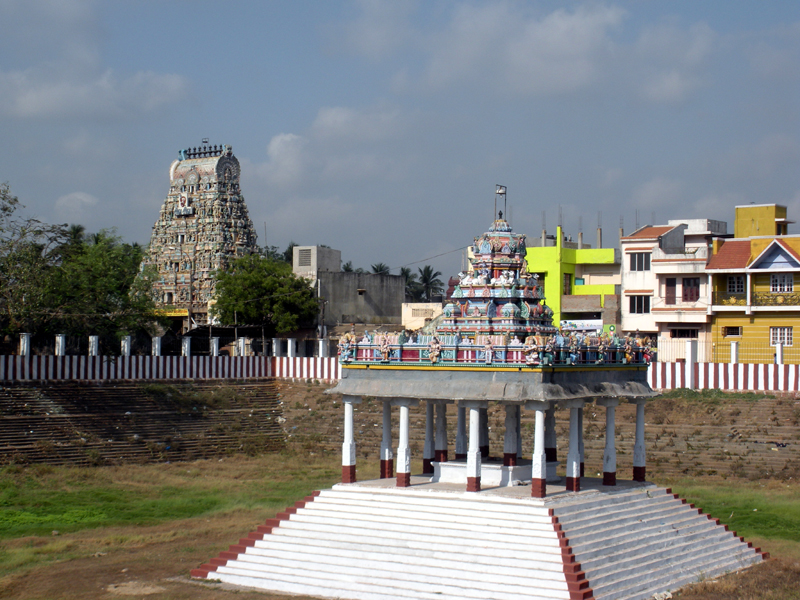
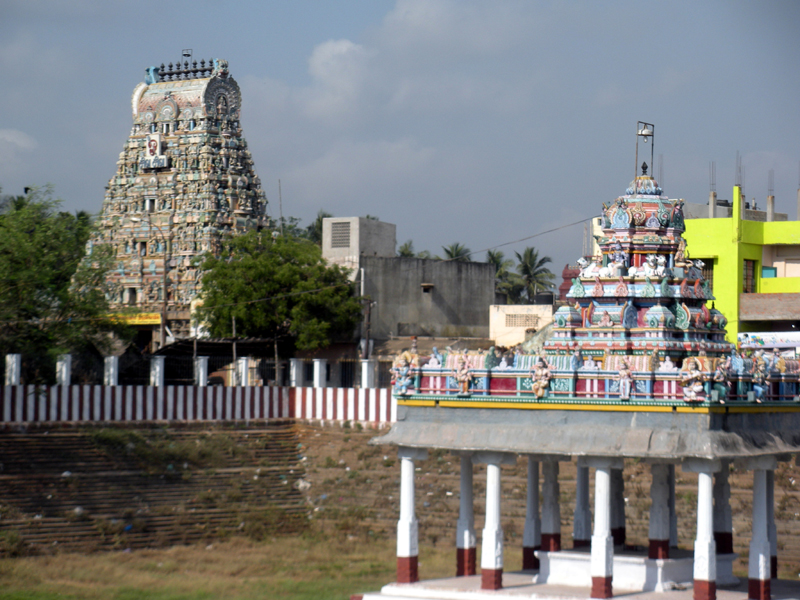